# Vinjak
Vinjak je odležan vinski destilat, ki vsebuje minimalno 36 vol. % etanola. Med proizvodnjo lahko dodajo ekstrakte sadja in grozdja, ki jih pridobivajo z maceracijo v vinskem destilatu. V Franciji uporabljajo za proizvodnjo konjaka sorte grozdja folle blanche, colombarde in ugni blanc. V Sloveniji ni posebnih sort grozdja za proizvodnjo vinjaka, čeprav je kakovost vinjaka odvisna od vinske trte, podnebja, sestave tal in vzgoje vinske trte. Poleg tega je odvisna tudi od časa in načina destilacije, načina in trajanja dozorevanja vinskega destilata, staranja in končnega oblikovanja pijače. Najboljši destilat je tisti, ki je dozorel v hrastovem sodu in v tem obdobju povečal količino aromatičnih aldehidov, s tem pa tudi kakovost. Najbolj znan vinski destilat je francoski konjak.